# Строгальщикова, Зинаида Ивановна
Зинаида Ивановна Строгальщикова (вепс. Zinaida Ivanovna Strogal’ščikova; род. 7 ноября 1948, Сарозеро, Подпорожский район, Ленинградская область) — учёный-этнограф, общественный деятель, публицист. Кандидат исторических наук. Председатель правления КРОО «Общество вепсской культуры». Является представителем Постоянного Форума ООН по вопросам коренных народов. Награждена медалью ордена «За заслуги перед Отечеством» II степени.

## Биография
Родилась 7 ноября 1948 года в деревне Сарозеро в Ленинградской области. В 1973 году окончила исторический факультет ЛГУ и поступила в аспирантуру Института этнографии АН СССР в Москве. Защитила кандидатскую диссертацию по вепсскому традиционному жилищу в 1978 году.
Старший научный сотрудник сектора этнологии Института, языка, литературы и истории Карельского научного центра РАН. Занимается экспедиционной деятельностью, сбором материалов по традиционной культуре, а также этносоциологическими исследованиями в районах проживания вепсов в Ленинградской, Вологодской областях, республике Карелия. Представитель Постоянного Форума ООН по вопросам коренных народов, председатель «Общества вепсской культуры».

## Награды
- Медаль ордена «За заслуги перед Отечеством» II степени (19 декабря 2019 года) — за большой вклад в развитие науки и многолетнюю добросовестную работу[1].
- Орден Креста земли Марии V класса (4 февраля 2015 года, Эстония)[2].